# Iso Tarpeenjärvi
Iso Tarpeenjärvi är en sjö i kommunen Jockas i landskapet Södra Savolax i Finland. Arean är 41 hektar och strandlinjen är 3,18 kilometer lång. Sjön  ingår i Vuoksens huvudavrinningsområde.   Den ligger omkring 37 kilometer öster om S:t Michel och omkring 240 kilometer nordöst om Helsingfors. 